# Stavrodrómi (ort i Grekland, Nomós Péllis)
Stavrodrómi är en ort i Grekland.   Den ligger i prefekturen Nomós Péllis och regionen Mellersta Makedonien, i den norra delen av landet, 300 km norr om huvudstaden Aten. Stavrodrómi ligger 14 meter över havet och antalet invånare är 581.
Terrängen runt Stavrodrómi är platt, och sluttar österut. Runt Stavrodrómi är det ganska tätbefolkat, med 72 invånare per kvadratkilometer. Närmaste större samhälle är Giannitsá, 18,3 km nordost om Stavrodrómi. Trakten runt Stavrodrómi består till största delen av jordbruksmark.